# Polyrhachis crawleyi
Polyrhachis crawleyi é uma espécie de formiga do gênero Polyrhachis, pertencente à subfamília Formicinae.